# Georges Brault
Pour les articles homonymes, voir Brault.
Georges Joseph Michel Brault, né le 9 janvier 1864 à Angers et mort le 11 février 1932 à La Bohalle, est un militaire français qui s'est illustré lors de la Première Guerre mondiale.
Il est un ancien élève de l'École spéciale militaire de Saint-Cyr, promotion de l'Annam (1885-1887).

## Carrière
Durant la Première Guerre mondiale, il commande avec le grade de lieutenant-colonel le 413e régiment d'infanterie qui participe, durant la bataille de Verdun, à la reprise du Fort de Douaumont.
Après la guerre, il est maire de La Bohalle de 1919 à 1927 (une rue de ce village porte son nom depuis septembre 2009)

## Biographie
Georges, Joseph, Michel Brault est né le 9 janvier 1864 à Angers (3e arrondissement), de Michel-Alexandre Brault, jardinier, âgé de trente-deux ans, demeurant en cette ville, vieille route des Ponts-de-Cé et de Marie-Joséphine Dubas.
En 1885, alors âgé de 21 ans, il intègre l’École spéciale militaire de Saint-Cyr, faisant partie de la promotion de l’Annam (1885-1887), qui fut aussi la promotion du général Maxime Weygand, de laquelle il sort 53e sur 394 élèves. Le 1er octobre 1887, il est promu lieutenant et est affecté au 153e Régiment d’Infanterie.
Il passe le 24 mars 1890 au 4e Régiment de Tirailleurs Algériens, avec lequel il va se battre en Tunisie jusqu’au 2 mai 1894, ayant été promu officier de l’ordre du Nichan Iftikhar. En 1896, lors de son mariage, il est lieutenant au 135e Régiment d’Infanterie de Ligne (depuis le 11 avril 1894), à Angers. L’acte mentionne une permission de mariage accordée par Monsieur le général commandant le 9e corps d’armée, et figure au nombre des témoins de mariage, le général de division Victor Ladvocat, grand-officier de la Légion d'honneur, dont il était l’aide de camp. Le 29 décembre 1897, il est nommé capitaine au 30e Régiment d’Infanterie de Ligne, puis passe au 2e régiment d’infanterie le 19 janvier 1898.
Ayant été fiché deux fois par le Grand-Orient de France, au service du ministère du général André, Georges Brault démissionne le 30 octobre 1901, étant nommé ledit jour capitaine de réserve et va habiter à Paray-le-Monial où il était directeur de la SA des carrelages céramiques (poste qui lui fut confié par son parrain à Louis-le-Grand, Paul Boulenger).
Le 26 mars 1912, il est promu chef de Bataillon de réserve et sera rappelé à l’activité le 2 août 1914, lors de la Grande Guerre. Le 9 mars 1915, il passe en renfort au 413e Régiment d’Infanterie, et est, le 29 mars suivant, promu lieutenant-colonel. Il prend du 23 octobre au 6 novembre le commandement provisoire de ce régiment en remplacement du colonel Nitard, pour en prendre le commandement définitif le 12 novembre 1916. Le 12 janvier 1916, il est nommé chevalier de la Légion d'honneur, est décoré de la Croix de Guerre et est cité à l’ordre de l’Armée : « Officier supérieur de grande valeur, doué d’une belle vigueur physique et morale et d’une brillante attitude au feu ». Ces décorations lui seront remises sur le front le 4 février par le général Rabier, commandant la 154e division, quelques mois seulement avant la reprise des forts de Douaumont et de Vaux par le régiment de Georges Brault.
Le 1er août 1916, il est gazé dans les tranchées, et fait partie après la guerre de la F.N.B.P.C. (Fédération Nationale des Blessés du Poumon et des Chirurgicaux). Le 8 février 1919, il est mis en congé illimité de démobilisation.
Le 8 septembre 1921, Georges Brault sera promu officier de la Légion d'honneur, étant lieutenant-colonel de réserve au 121e Régiment d'Infanterie, et maire du village de La Bohalle depuis 1919 (fonction qu’il occupera jusqu’en 1927, une rue du village de La Bohalle porte d’ailleurs le nom de rue du Colonel-Brault), où il décèdera, en sa maison du vieux bourg à La Bohalle, le 11 février 1932.

## Décorations
- Chevalier de la Légion d'honneur (décret du 13 janvier 1916)
- Officier de la Légion d'honneur (décret du 24 août 1921)
- Croix de guerre 1914–1918 avec citation à l'ordre de l'Armée
- Officier du Nichan Iftikhar

## Sources
- JMO (Journal militaire officiel) du 413e Régiment d'Infanterie (visible sur http://www.memoiredeshommes.sga.defense.gouv.fr)
- Dossier de Légion d'honneur du lieutenant-colonel Brault
- Histoire et généalogie de la famille Brault, p. 39